# Antimima pygmaea
Antimima pygmaea är en isörtsväxtart som först beskrevs av Adrian Hardy Haworth, och fick sitt nu gällande namn av H. E. K. Hartmann. Antimima pygmaea ingår i släktet Antimima och familjen isörtsväxter. Inga underarter finns listade i Catalogue of Life.